# Edifício Roentgen
O Edifício Roentgen (também conhecido como Edifício Grafton) é um moderno edifício em Milão na Itália, parte do campus da Universidade Bocconi.

## História
O edifício, concluído em 2008 como um novo edifício de escritórios para a Universidade Bocconi, é obra do escritório de arquitetura irlandês Grafton, liderado pelas arquitetas Yvonne Farrell e Shelley McNamara, vencedoras do concurso realizado em 2001 para esse propósito. O edifício ganhou o prêmio de Edifício Mundial do Ano em 2008.

## Descrição
A fachada do edifício voltada para o Viale Bligny e a Via Roentgen se apresenta como uma construção imponente e monumental revestida de pedra e praticamente desprovida de aberturas. O edifício se desenvolve então para o interior do lote com uma série de blocos alternados com pátios internos. O térreo, aberto e acessível ao público, configura-se como uma espécie de praça coberta.